# سيرجي مورينو
سيرجي مورينو (25 نوفمبر 1987 بإسكالديس أنجوردني في أندورا - ) هو لاعب كرة قدم أندوري في مركز الوسط. شارك مع منتخب أندورا لكرة القدم. أما مع النوادي، فقد لعب مع خيتافي ب ونادي خيتافي ونادي فلازنيا شكودر ونادي لاردة ونادي أندورا لكرة القدم وFC Jumilla ‏ وUD Ibiza-Eivissa ‏ وغزيرا يونايتد وUnione Sportiva Forte dei Marmi ‏ وHellín Deportivo ‏ وCF Gimnástico Alcázar ‏ وUD Almansa ‏ وUSD Real Forte dei Marmi-Querceta ‏.

## وصلات خارجية
- سيرجي مورينو على موقع الاتحاد الدولي (مؤرشف)  (الإنجليزية)
- سيرجي مورينو على موقع الاتحاد الأوربي (الإنجليزية)
- سيرجي مورينو على موقع قاعدة بيانات كرة القدم.إي يو (الإنجليزية)
- سيرجي مورينو على موقع ناشيونال فوتبول تيمز (الإنجليزية)
- سيرجي مورينو على موقع Soccerway.com (الإنجليزية)